# Krk-Brücke

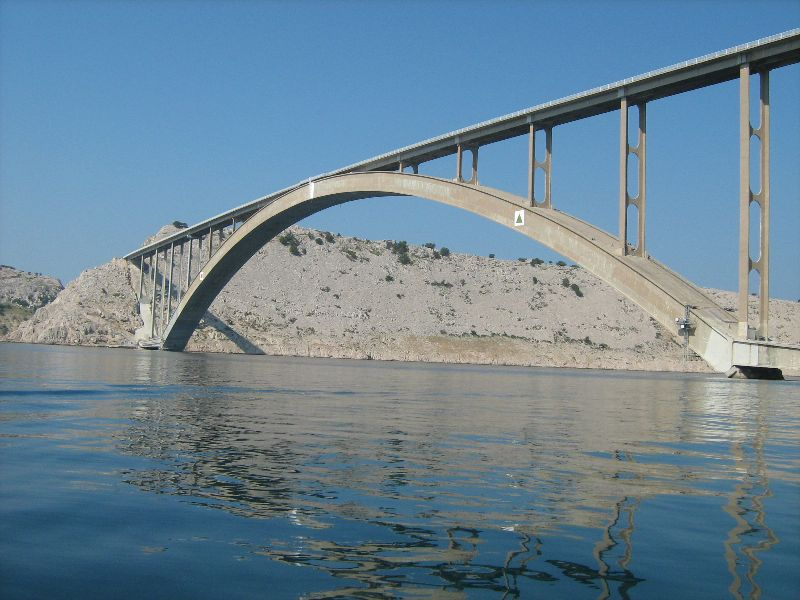
Der größere Bogen der Krk-Brücke

Die Krk-Brücke (kroatisch Krčki most, wörtlich: Krker Brücke) verbindet die kroatische Insel Krk mit dem Festland. Sie ist Teil der D102, die von der D8 abzweigt und die Insel mit dem Festland verbindet.

## Konstruktion
Die Straßenbrücke ist eine Bogenbrücke aus Stahlbeton mit oben liegender Fahrbahn und besteht aus zwei Teilbrücken mit der kleinen Insel Sveti Marko in der Mitte. Die größere der beiden Brücken geht vom Festland über den Tihi kanal (deutsch „(Wind-)Stiller Kanal“) nach Sveti Marko, die kleinere von Sveti Marko über den Burni kanal (deutsch etwa: „Windiger Kanal“, benannt nach der Bora) nach Krk. Die Stützweiten betragen 390 m und 244 m. Rechnet man die unter Wasser liegenden Kämpferfundamente dazu, dann überspannt der längere Bogen eine Weite von 416 m. Sie war bei ihrer Eröffnung die am weitesten gespannte Beton-Bogenbrücke der Erde und 85 m länger als die Gladesville-Brücke bei Sydney. Sie wurde erst 1996 von der Wanxiang-Brücke in China mit 420 m übertroffen. Beide Brücken zusammen sind mit allen Zufahrten 1.450 m lang. Die maximale Bogenhöhe beträgt 67 m.
Die Bögen der jeweiligen Brücken wurden von Juli 1976 bis 1980 mit vorfabrizierten Kastensegmenten im freien Vorbau mit einer Hilfsabspannung hergestellt. Die beiden Brückenhälften näherten sich einander von beiden Seiten und wurden schließlich in der Mitte verbunden. Sie sind für Windgeschwindigkeiten von 142 km/h bemessen. Es wurden 20.500 m³ Beton, 130 t Spannstahl und 4.500 t Bewehrungsstahl verbaut.
Im Durchschnitt arbeiteten 350 Arbeiter auf der Baustelle.
Die Brücke wurde am 19. Juli 1980 unter dem Namen Tito-Brücke (kroatisch Titov most, wörtlich: Titos Brücke) eröffnet. Von 1980 bis 2000 wurden 27,2 Millionen Überfahrten gezählt. Die Benutzung der Brücke war bis 15. Juni 2020 mautpflichtig.

### Neubau
Neuere Studien zeigen, dass Stürme und Windböen nicht die einzige Bedrohung für die Brücke sind, sondern auch Salz. Das Salz korrodiert Beton und erzeugt Risse. Aufgrund inoffizieller Daten kann z. B. durch die unzureichende Wartungslösung für so viele Reparaturen an der Brücke ein Schaden entstehen. Eine Erweiterung des Hafenterminals auf Krk sowie ein größeres Verkehrsaufkommen machen möglicherweise den Bau einer neuen Brücke und die Schließung der bestehenden notwendig. Die neue Brücke würde nicht auf der Stelle der heutigen, sondern ca. 1800 Meter südlich gebaut werden, wo die Halbinsel Lanterna, die mit nur 600 Metern den kürzesten Abstand zum Festland bildet, liegt. Die neue Brücke würde vier Fahrspuren haben und soll einen direkten Anschluss an die Autobahn A7 erhalten.